# Robert Fogel
Robert William Fogel, född 1 juli 1926 i New York City, New York, död 11 juni 2013 i Oak Lawn, Illinois, var en amerikansk ekonomihistoriker och forskare samt en mottagare av Sveriges Riksbanks pris i ekonomisk vetenskap till Alfred Nobels minne år 1993. Han är mest känd för att vara en av de ledande förespråkarna för cliometrics, en metod där man med hjälp av ekonomiska teorier och matematik analyserar historia. 

## Biografi
Fogel föddes i New York. Hans föräldrar var rysk-judiska invandrare. I New York skulle han senare gå ut från Stuyvesant High School 1944. Efter det gick han på Cornell University där han tog en examen i historia med kurser i nationalekonomi. På Cornell University var han också ordförande för universitets klubb av American Youth for Democracy, en kommunistisk organisation. Efter att ha tagit sin examen och slutat på universitetet blev han ombudsman för det kommunistiska partiet. Han skulle senare ta avstånd ifrån kommunismen. 1958 tog han en filosofie magister han ifrån Columbia University. 1964 doktorerade han ifrån Johns Hopkins University. Fogel har undervisat i olika omgångar sedan 1958. 
Fogel gifte sig 1949 med Enid Cassandra Morgan och de har två barn.